# Ґламдрінґ

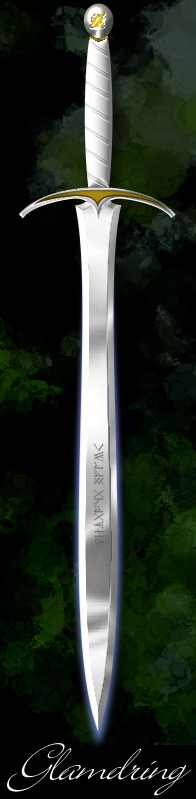

Ґла́мдрінґ, Ґла́мдринґ (англ. Glamdring, з синдарину — «меч, що спровергає ворога») — у легендаріумі Дж. Р. Р. Толкіна меч, що у Першу Епоху був викутий майстрами ельфійського міста-держави Ґондолін для короля Турґона. Відомий як меч, що належав Ґандальфу.
Після падіння Ґондоліна був захоплений силами ворога і через 6500 років, у 2941 році Третьої Епохи, був знайдений Ґандальфом і його супутниками, під час походу на Еребор за скарбами Смоґа, в печері трьох скам'янілих тролів в Еріадорі, далеко на схід від затопленого краю Белеріанд. Ідентифікував меч правнук Турґона Елронд, який зумів розшифрувати накреслені на клинку руни.
Саме з допомогою цього меча Ґандальф вбив Верховного Гобліна в Імлистих Горах та бився з балрогом на вершині Зірак Зігіла.
Доля Ґламдрінґа невідома, можливо, Ґандальф забрав його з собою за Море. Хоча Володарі Аману після братовбивчої різанини в Альквалонде, негативно ставилися до зброї, проте для Ґандальфа вони цілком могли зробити пільгу.
Орки дуже ненавиділи цей меч, називаючи його «Колотун» (англ. Beater).

## Зовнішній вигляд
На клинку були нанесені ельфійські руни, однак що означає напис, ніде не зазначено. Можливо, це були руни Ґондоліна, які Толкін створив між 1924 і 1930 роками.
У 1960-х роках в новій редакції «Гобіта» він пояснює, що клинок був покритий темною кров'ю, тому коли Ґандальф знайшов його він не зміг розібрати напис.
У книзі описаний як меч з ефесом, прикрашений дорогоцінним камінням і з гарними піхвами.
У «Незакінчених оповідях» про прибуття Туора в Ґондолін говориться, що «меч Турґона був білим із золота у піхвах зі слонової кістки» — хоч тут ніде не вказано його назву, можна зробити припущення, що мова йде про Ґламдрінґ, оскільки Толкін писав їх після «Гобіта» та «Володаря Перснів».
У кінотрилогії Пітера Джексона на меч були нанесені ельфійські руни мови синдарин.
Як і всі мечі ельфійської роботи, Ґламдрінґ світився синім чи білим вогнем при наближенні орків. Проте в фільмах Джексона в присутності орків світиться тільки Жало.